# Vanens magt
|  | Denne artikel er oprettet af botten PalnaBot ud fra en ekstern database. Den kan derfor have sproglige fejl eller mangler. Denne skabelon kan fjernes efter kontrol af indholdet. |

Vanens magt er en film instrueret af Ole Henning Hansen efter manuskript af Ole Henning Hansen.

## Handling
Dokumentarfilm om hvordan man i Skævinge Kommune er gået nye veje indenfor ældreforsorgen